# Iuri Guidzenko
Iuri Pàvlovitx Guidzenko (rus: Гидзенко, Юрий Павлович; nascut el 26 de març de 1962) és un cosmonauta rus. Va ser cosmonauta de proves del Centre d'Entrenament de Cosmonautes Iuri Gagarin (TsPK). Gidzenko ha volat dues vegades a l'espai i ha estat a bord de la Mir i l'Estació Espacial Internacional. També ha conduït dues caminades espacials. Encara que es va retirar el 15 de juliol de 2001, va continuar les seves funcions amb un contracte especial fins que va concloure el Soiuz TM-34. Des del 2004 a maig de 2009, Gidzenko va ser Director del 3r departament de la TsPK. Des de maig de 2009, serveix com a Cap Adjunt del Centre d'Entrenament de Cosmonautes TsPK.